# Emil Heinrich Snethlage
Emil Heinrich Snethlage (Bremerhaven, 31 de agosto de 1897 - Potsdam, 25 de noviembre de 1939) fue un zoólogo y etnólogo alemán.
En 1923 recibió el doctorado en zoología y fue a trabajar en Brasil con su tía, la ornitóloga Maria Emilie Snethlage.
Desde 1924 se dedicó al estudio de los indígenas Guajajaras y Krahôs, publicando después sus investigaciones. Entre 1927 y 1933 trabajó en el Museo de Etnología de Berlín.
Con el patrocino de la Fundación Bäßler, realizó desde 1933 una expedición etnológica en la frontera entre Brasil y Bolivia, donde investigó la cultura de 13 pueblos indígenas de la región, sobre los que publicó su obra Atiko y. Conjuntamente con su amigo Mario Schneider publicó un libro sobre "Los instrumentos musicales de los indígenas de la región del Guaporé".
La II Guerra Mundial interrumpió su carrera científica, pues fue reclutado para servir en la Armada, falleciendo poco después por heridas en un accidente.